# Mina Clavero
Mina Clavero is een plaats in het Argentijnse bestuurlijke gebied San Alberto in de provincie Córdoba. De plaats telt 6.855 inwoners.

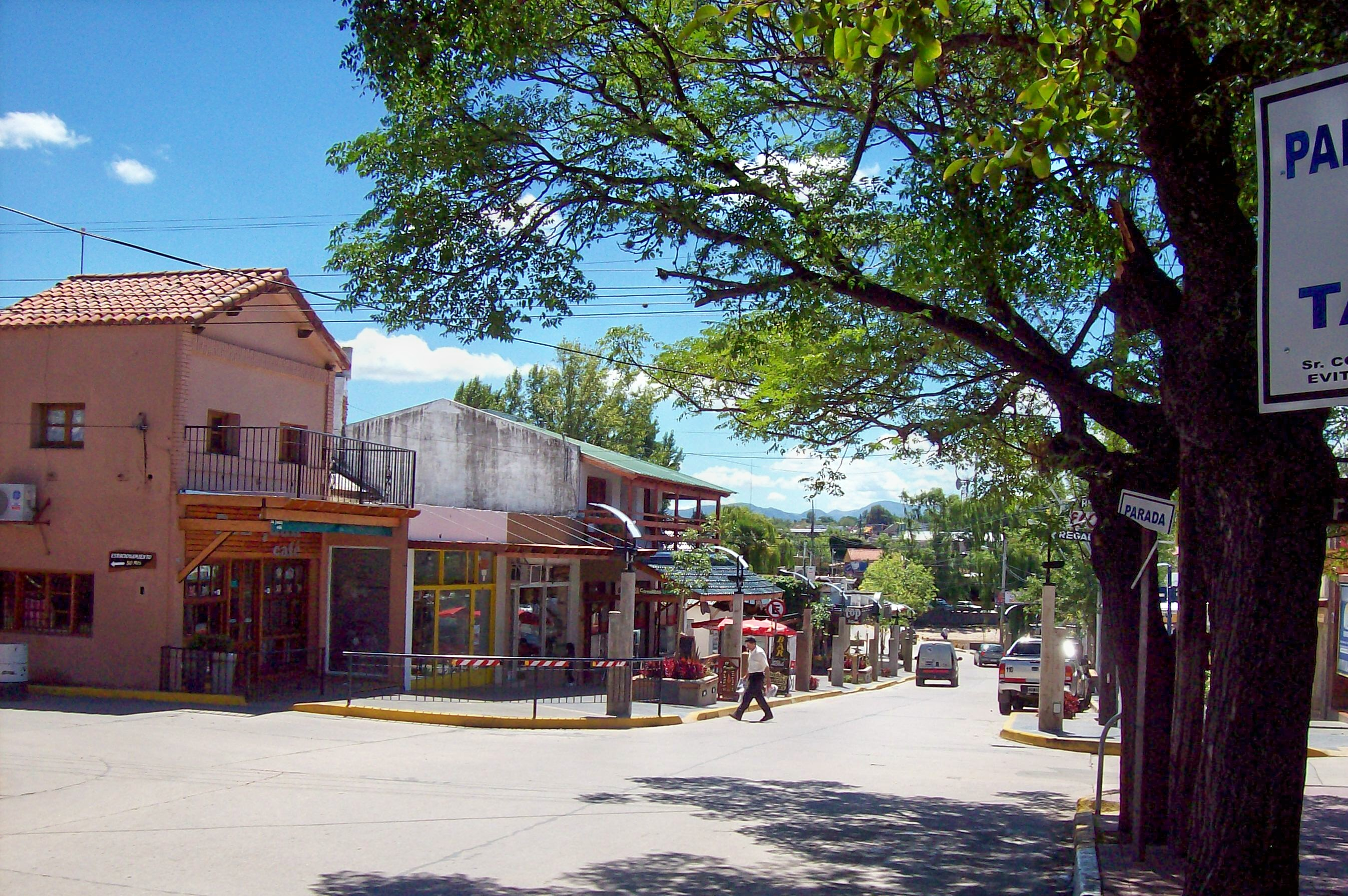
Av S Martín